# AXXo
aXXoは、2005年から2009年にかけて商業映画のDVDをインターネット上で無償で配布し、その形式を標準化した個人のインターネット上の偽名である。それらのファイルは通常新作映画であり、BitTorrentのようなP2Pのファイル共有通信プロトコルを利用するファイル共有コミュニティの間で人気を博した。ダウンロード追跡企業BigChampagneは、2008年後半の調査期間において、全映画ダウンロードの約33.5%がaXXoのトレントであったと報告した。aXXoはファイルを約700MBにエンコードしており、これはコンパクトディスク1枚分の容量に相当する。aXXoファイルの再エンコード品質により、「aXXo」という接尾辞は模倣者によってよく使用された。

## 歴史
aXXoは2005年11月に電子掲示板「Darkside_RG」に初めて登場した。
2007年11月、aXXoは「MPAAの関係者と思われる者」による嫌がらせ的なコメントが自身のトレントに付けられているとして抗議し、パイレート・ベイにおける2006年9月7日以降の全ファイルを削除した。それ以前のaXXoのトレントは他のトレントサイトでは入手可能であったが、新しいファイルのアップロードは2007年11月11日に停止した。4か月の空白期間を経て、aXXoは2008年3月9日に映画『アイ・アム・レジェンド』のアップロードで復帰した。
2008年12月15日、aXXoによる通算1000本目の映画アップロードとして、キーファー・サザーランドのホラー映画『ミラーズ』のコピーがDarkside Release Groupのインターネットフォーラムに登場した。
2009年3月11日、aXXoは『パニッシャー: ウォー・ゾーン』を最後に新規ファイルのアップロードを停止した。その後しばらくの間、Mininovaにログインしていたが、同サイトが著作権を持たないコンテンツまたは自由に配布できるコンテンツのみに限定されるようになったことで利用を中止した。
2009年4月19日、aXXoはDarkside_RGの電子掲示板で最後の書き込みを行い、投稿をやめたとの噂に対して以下のように述べた：
心から感謝の意を表したい。仲間たちよ、感謝する。闇の世界を存分に楽しんでくれ。わたしの居場所は、愛すべきDarksideであり、これまでわたしの各トレントで何度も言ってきたように――偽サイトやイカサマには注意せよ。また会おう。

## フォーマット情報
aXXoは市販のDVD映画を約700MBの.aviファイルに変換し、それらを用いて.torrentファイルを作成し、Bittorrentトラッカーにアップロードすることで映画をダウンロード可能にしていた。ファイル共有ウェブサイトにおいて、aXXoのファイルは大きな支持を集めており、毎月100万人以上のユーザーがaXXoのファイルをダウンロードしていた。aXXoによってリリースされたファイルは「Name.Of.Movie[year]DvDrip[Eng]-aXXo.avi」という命名規則に従っており、「DvDrip[Eng]」は英語音声のディスクからリッピングされたことを、「avi」は最終的なファイル形式を指していた。映像はMPEG-4 ASP規格に準拠してエンコードされており、Xvidコーデックと互換性があった。aXXoが投稿したファイルには、映画に関する.nfoファイルと、次のような文言を含むテキストファイルが添付されていた。「偽サイトや低質な人物に注意し、aXXoのアカウントからaXXoファイルをダウンロードすること。楽しんで！」

## 正体
aXXoを名乗る人物のインタビューとされる記事において、彼らは自身を「10代の頃からDVDをリッピングしている個人」であると述べている。

### 模倣者
ファイル共有のサブカルチャーにおけるaXXoの人気ゆえに、多くの個人やグループがaXXoの偽名を装い、自らのアップロードを正規のものであるかのように見せかけていた。こうした偽装の一部は、BayTSP、MediaDefender、MediaSentryといった著作権保護を業とする企業によって提供されており、訴訟を通じた利益獲得を目的としていた。これらの偽ファイルまたは偽ファイル群には、無意味なデータや潜在的に悪質なデータが含まれていることが多い。悪質な偽ファイルの一例としては、関連するAVIファイルを見るために必要と偽ってコーデックに見せかけたトロイの木馬をダウンロードさせるRARファイルがある。他の偽ファイルでは、ユーザーに怪しいウェブサイトでの登録を促したり、DomPlayerのインストールを求めたりするものもある。偽ファイルには、ユーザーのIPアドレスを私設サーバに送信する機能を持つマルウェアが含まれることもある。
長年にわたり、aXXoはトレントに添付された.nfoファイル内で「偽サイトと低質な人物に注意せよ」と警告し続けてきた。
aXXoが2009年に活動を終了してから約1年後、YIFYというグループが登場し、効率性と小容量に焦点を当てた類似のトレントをアップロードするようになった。